# Haus Keltergasse 63 (Künzelsau)

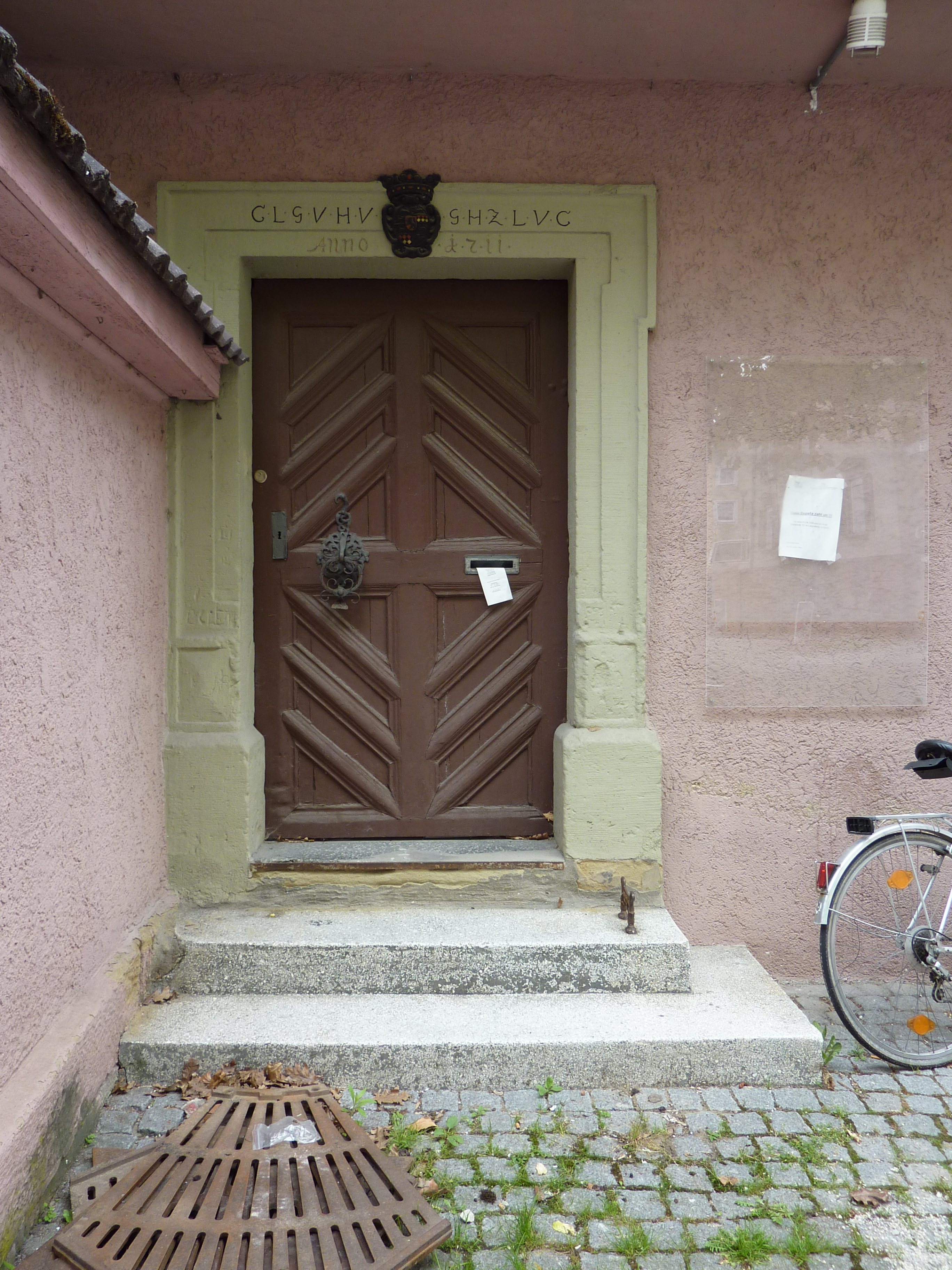
Eingang

Das Haus Keltergasse 63 in Künzelsau ist ein ehemaliges Pfarrhaus und das Elternhaus von Hermann Lenz.

## Geschichte
Das Bauwerk wurde im Jahr 1711 vermutlich nach Plänen des ortsansässigen Michael Sommer errichtet. Ein Wappen und eine Inschrift über der Tür erinnern an Carl Ludwig Graf von Hohenlohe und Gleichen, Herr zu Langenburg und Cranichfeld (1674–1756), der 1708 nach dem Tod des Johann Friedrich von Neuenstein Künzelsau erhalten hatte und ab 1709 in Weikersheim regierte, wo er die Umgebung des dortigen Schlosses umgestaltete. Carl Ludwig soll „das bauen sehr geliebt, und sich in dieser Kunst ausnehmend wohl geübt“ haben.
Das Haus wurde bis 1886 von Geistlichen bewohnt und ging danach in Privatbesitz über. Der Vater des Schriftstellers Hermann Lenz kaufte das Gebäude, nachdem er eine Stelle in Künzelsau erhalten hatte, und lebte mit seiner Familie bis zum Umzug nach Stuttgart 1923 dort. Hermann Lenz, der die ersten Jahre seiner Kindheit in Künzelsau verbrachte, schildert Haus und Umgebung vor allem in seinem autobiographischen Roman Verlassene Zimmer.
Die Familie Lenz verkaufte das Haus, als der Umzug anstand. Es wird nach wie vor als Wohnhaus genutzt. Eine Erinnerungstafel neben dem Eingang informiert über die Geschichte des Gebäudes.

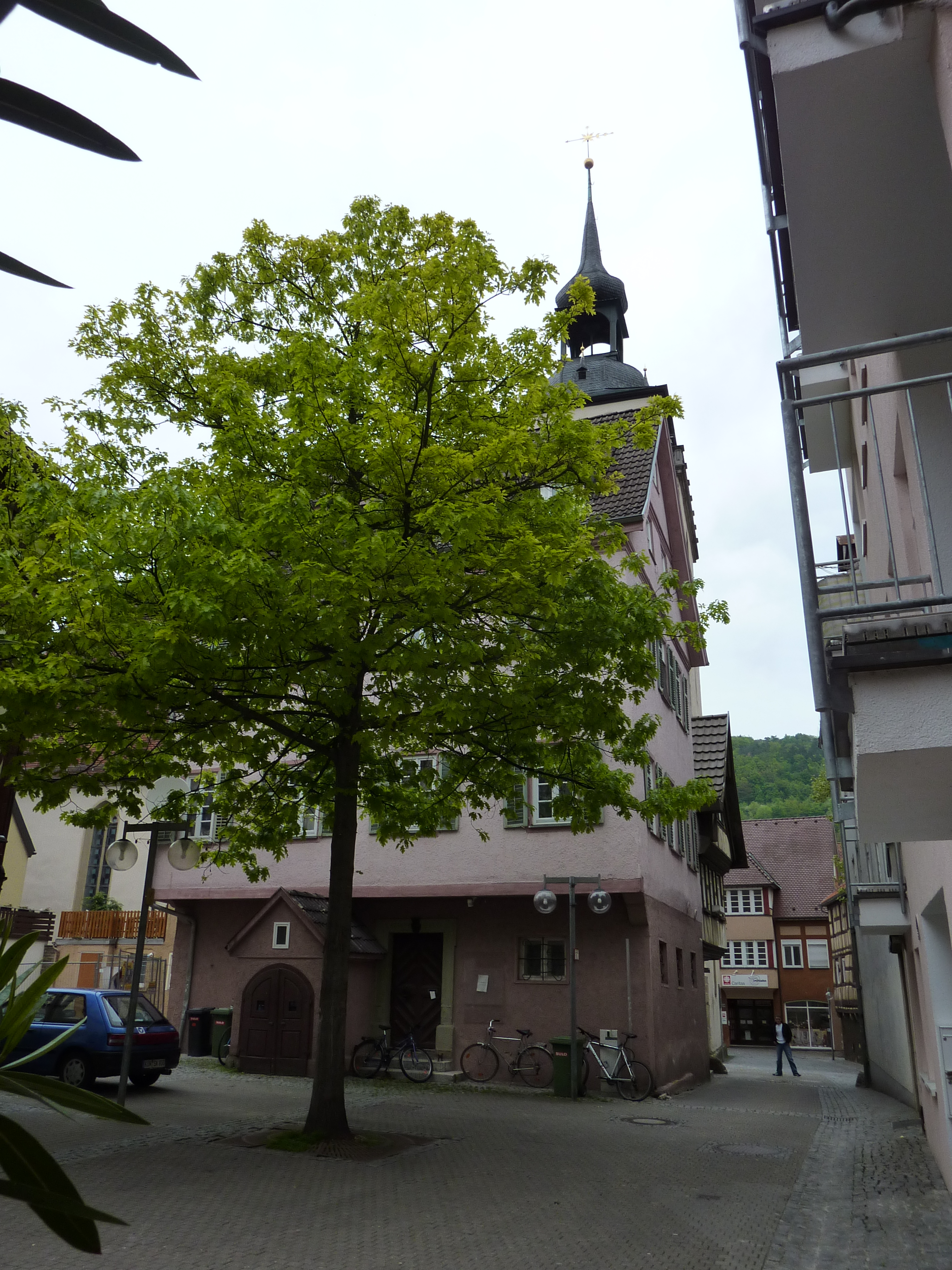
Gesamtansicht
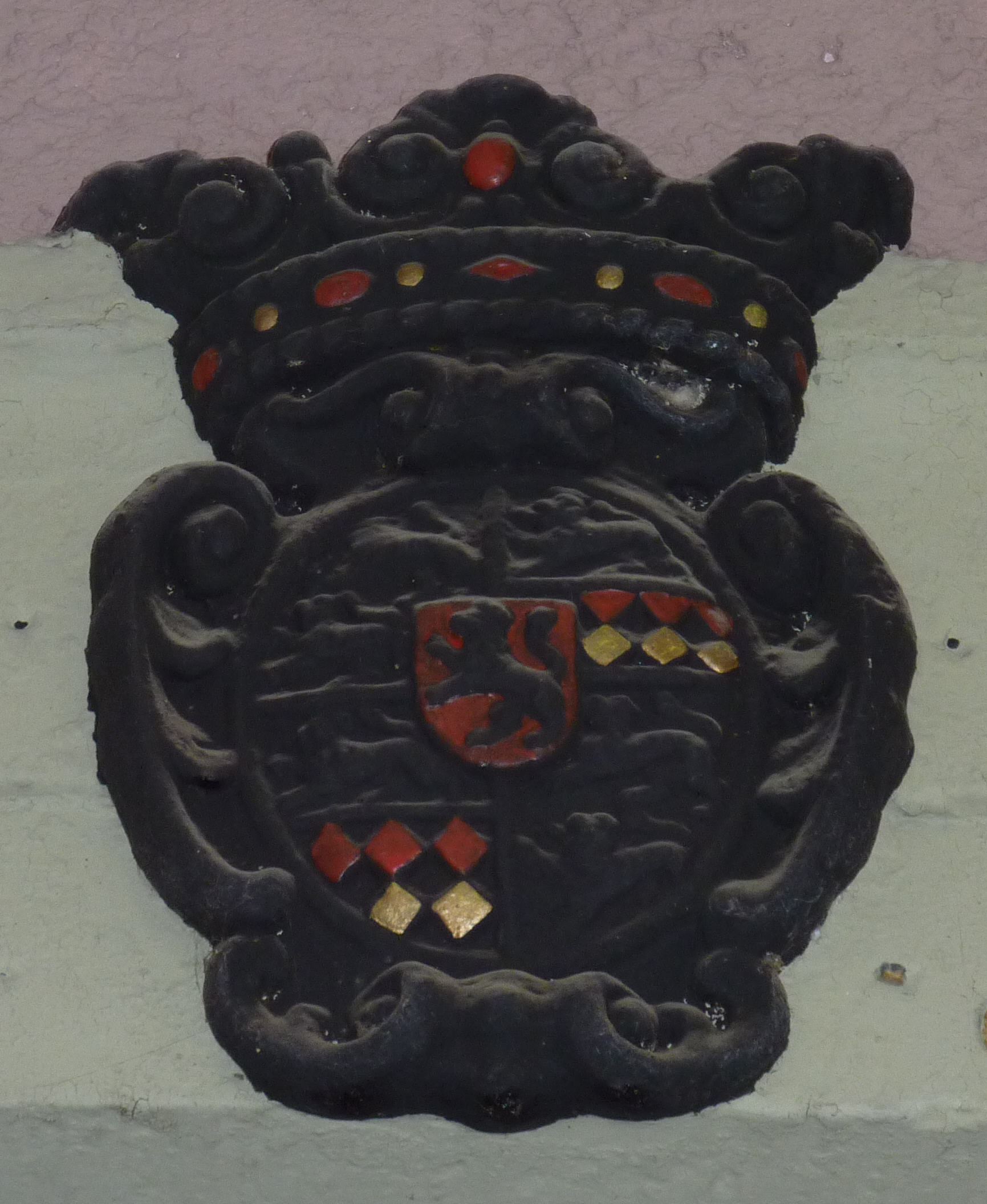
Das Wappen über der Tür
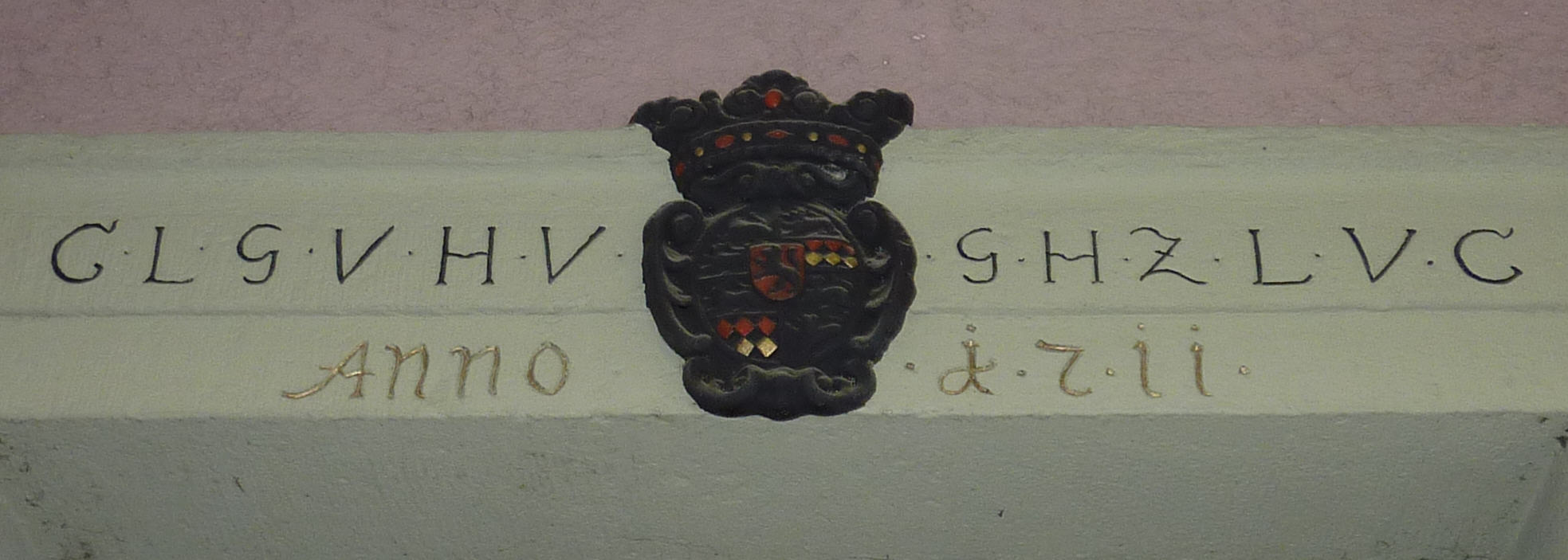
Auflösung der Abkürzung: Carl Ludwig Graf von Hohenlohe und Gleichen, Herr zu Langenburg und Cranichfeld
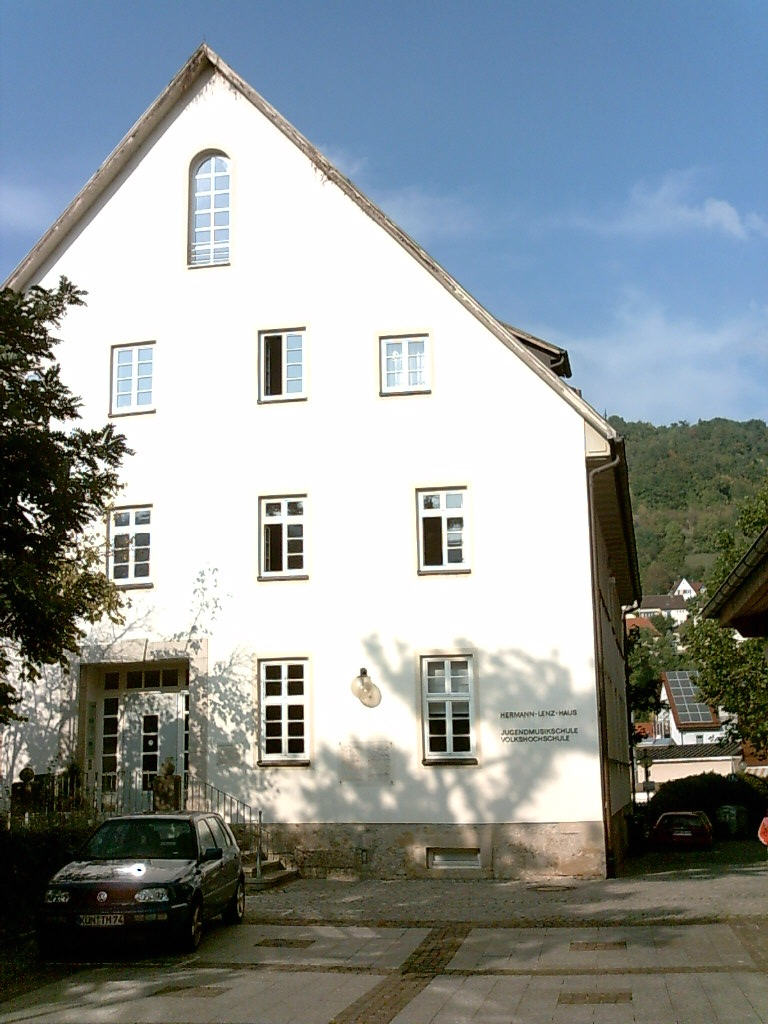
Nicht mit Lenz’ Elternhaus zu verwechseln: das Hermann-Lenz-Haus in Künzelsau